# Woman of Fire '82
Woman of Fire '82 é um filme produzido na Coreia do Sul, dirigido por Kim Ki-young e lançado em 1982.